# Jahniatyn
Jahniatyn (ukr. Ягнятин) – wieś na Ukrainie w rejonie różyńskim obwodu żytomierskiego.